# Le Plaisir de rompre
Le Plaisir de rompre (1897) est une comédie en un acte de Jules Renard, dédiée à Edmond Rostand.
Cette pièce, à portée autobiographique, est souvent jouée avec une pièce ultérieure de l'auteur, Le Pain de ménage (1898).

## Argument
Maurice rend visite à Blanche, femme mûre qui est sa maîtresse, qu'il quitte alors qu'il prépare son mariage avec une jeune fille fortunée de sa génération. Cette visite de rupture leur permet d'évoquer les sentiments toujours forts qui les unissent.

## Histoire de la pièce
La pièce est créée le 16 mars 1897, au Cercle des Escholiers, avec Jeanne Granier et Henry Mayer.
Elle entre au répertoire de la Comédie-Française en 1901, deux ans après que Jules Renard en a fait la demande, et est représentée le 12 mars 1902 (pour 18 représentations), avec Cécile Sorel et Henry Mayer.

## Adaptations

### Adaptations théâtrales
- 1897 : avec Jeanne Granier et Henry Mayer
- 1967 : mise en scène Jean-Laurent Cochet, avec Madeleine Robinson, Jean-Claude Balard, au théâtre Saint-Georges ; reprise de la mise en scène (1968) par Jacques-Henri Duval, avec Madeleine Robinson et Jean Roche, (théâtre des Célestins ?).
- 1990 : Le Plaisir de rompre et Le Pain de ménage, mise en scène Bernard Murat, avec Anny Duperey et Bernard Giraudeau, Comédie des Champs-Élysées
- 1995 : Le Plaisir de rompre et  Le Pain de ménage, mise en scène Claude Lesko, avec Véronique Bernard-Maugiron, Bernard Labbé, théâtre des Célestins (Lyon)
- 1999 : Le Plaisir de rompre et  Le Pain de ménage, mise en scène Nicolas Briançon, qui interprète le rôle de Maurice, avec Nicole Jamet, Théâtre 14 Jean-Marie Serreau
- 2001 : Le Plaisir de rompre et  Le Pain de ménage, mise en scène Jean-Philippe Ancelle, qui interprète le rôle de Maurice, avec Delphine Allange, Festival de Pau
- 2009 : Le Plaisir de Rompre et Le Pain de Ménage, mise en scène Michel Galabru, avec Fabrice Nemo et Annie Corbier, Comédie Nation ;
- 2014 : Le Plaisir de Rompre et Le Pain de Ménage, mise en scène Pierre Laville, avec Béatrice Agenin et Laurent d'Olce, au Théâtre Daunou.

### Comédie-Française
- 1902 : avec Cécile Sorel et Henry Mayer, au Cercle des Escholiers, puis au théâtre de La Bodinière ;
- 1906 : avec Mitzi Dalti et Paul Numa (19 représentations de 1906 à 1909)
- 1911 : avec Gabrielle Robinne et Jacques Guilhène
- 1949 : mise en scène de Julien Bertheau, qui interprète le rôle de Maurice, avec Germaine Rouer
- 1960 : mise en scène de Jean Mercure, avec Annie Ducaux et Bernard Dhéran (Cinquantenaire de la mort de Jules Renard).
- 1964 : mise en scène de Jean Mercure, avec Micheline Boudet et Jacques Toja (Centenaire de la naissance de Renard).
- 1982 : mise en scène d'Yves Gasc, avec Geneviève Casile et Raymond Acquaviva

### Télévision
- 1973 : réalisation de François Gir, avec Micheline Boudet et André Dussollier
- 1978 : réalisation d'André Flédérick, avec Micheline Presle (A2, Le Petit théâtre du Dimanche, émission de José Artur)

### Traductions
- 1916 : Good bye, traduction de Barrett H. Clarck (pièce jouée à New-York)
- 1954 : Il Piacere di dirsi addio[1] - un atto / di Jules Renard ; traduzione di Jole Giannini, Milan (texte imprimé).